# Eastbourne
Eastbourne là một thị xã lớn và huyện không thuộc vùng đô thị ở East Sussex Anh, bên bờ biển phía Nam nước Anh giữa Brighton và Hastings. Nó là một khu nghỉ mát và trung tâm hội nghị ở phía đông của South Downs với vách đá cao ở Beachy Head. Thành phố vươn lên trong những năm đầu thế kỷ 19 như là một khu nghỉ mát bên bờ biển, có sự hỗ trợ của tuyến đường sắt vào năm 1849, và phát triển một bố cục rộng rãi.
Trước khi phát triển Victoria, khu vực bao gồm của bất động sản của Công tước xứ Devonshire và những người khác, mà đã phát triển xung quanh các làng Đông Burne. Từ thời đại đồ đồng trở đi có các khu định cư nhỏ trong và xung quanh "Burne". Trong thời gian Trung cổ, nuôi cừu và đánh bắt cá là hoạt động chính. Việc tuyên bố đầu tiên Eastbourne là một khu nghỉ mát bên bờ biển kể từ chuyến thăm kỳ nghỉ hè của bốn người co vua George III vào năm 1780. Trong các cuộc chiến tranh Napoleon, tháp Wish và đồn nhỏ đã được xây dựng làm công trình phòng thủ. Theo sau sự sụp đổ của Pháp vào năm 1940, dân số của thành phố giảm mạnh như thế này một phần của bờ biển phía nam được coi là một khu vực có khả năng bị xâm lược.